# Joel Griffiths
Joel Michael Griffiths (Sydney, 21 agosto 1979) è un ex calciatore australiano, di ruolo attaccante.

## Biografia
È fratello gemello di Adam Griffiths e fratello maggiore di Ryan Griffiths.